# Lightning Bolt
„Lightning Bolt“ е десетият пореден студиен албум на американските рок музиканти от група Пърл Джем (ПД). Продуцент е дългогодишният сътрудник на ПД Брендън О'Брайън, а плочата излиза на американския пазар на 15 октомври 2013 година. Издава се от Мънкиренч Рекърдс в Щатите, а Репъблик Рекърдс се занимават с международните продажби на албума.
ПД започват да събират материал през 2011 година. Първите звукозаписни сесии датират от началото на 2012 година, след което музикантите си дават почивка. Всички членове се впускат в странични проекти и работата по Lightning Bolt се задейства чак през март 2013 година. Музиката за Lightning Bolt притежава по-хард, по-тежък звук, както и по-продължителни песни, в сравнение с предишния Backspacer (2009). Текстовете отразяват посрещането на чувствата за остаряването и смъртността на Еди Ведър.
От албума се извеждат два сингъла с умерена популярност, Mind Your Manners и Sirens. Lightning Bolt е добре посрещнат от критиката, които са на мнение, че той е сполучливо завръщане към старите характеристики на групата, и той оглавява класациите в САЩ, Канада и Австралия.